# 雨果 (阿拉巴馬州)
雨果（英語：Hugo）是一個位於美國阿拉巴馬州馬倫戈縣的非建制地區。該地的面積和人口皆未知。

## 地理
雨果的座標為32°16′0.5″N 87°41′20″W / 32.266806°N 87.68889°W，而該地的平均海拔高度為49米（即161英尺）。